# Императорский флот Маньчжоу-го
Императорский флот Маньчжоу-го (кит. 滿洲國江防艦隊) — военно-морские силы Маньчжоу-го. Так как Маньчжоу-го имело выход к морю, то японское командование приняло решение о создании флота нового государства.

## История
Когда Квантунская армия вторглась в Маньчжурию, была необходима береговая оборона. До создания флота Маньчжоу-го берега Маньчжурии охранял японский флот. 15 февраля 1932 года гоминьдановский адмирал Инь Цзу-Цян согласился передать Маньчжоу-го пять своих военных катеров. Де-факто был создан Флот Речной Охраны на реке Сунгари.
Официальной датой создания Императорского флота Маньчжоу-го считается 15 апреля 1932 года, когда вступил в силу закон «О Вооружённых силах Маньчжоу-го». Согласно закону, Главнокомандующим стал император Пу И. Флагманом стал эсминец Хай Вэй, построенный в Японии. Тем не менее, основную часть прибрежных вод по-прежнему контролировала Япония (3-й Северный флот).
В 1933 году флот пополнился японскими военными катерами и стал патрулировать реки Сунгари, Амур и Уссури. Для повышения боеспособности флота курсанты из Маньчжоу-го, офицеры в отставке и офицеры из резерва были направлены на обучение в Военную академию Императорского флота.
В ноябре 1938 года японцы вывели свои корабли, так как численность флота и подготовка командного состава возросла до приемлемых уровней. В ноябре 1939 года Флот Речной Охраны получает официальное название Императорский флот Маньчжоу-го.
В 1942 году большинство офицеров из Японии были отозваны. Командный состав наполовину состоял из японцев, что оказывало отрицательное воздействие на маньчжуров-матросов, служивших на флоте. Многие суда вышли из строя, были демонтированы зенитные пушки, которые стали использовать на суше. В ходе боевых действий советских войск в Маньчжурии флот был полностью уничтожен.

## Состав флотилии

### Силы береговой обороны
- Главная военно-морская база, Инкоу, провинция Фэнтянь
  - эсминец Хай Вэй
- 2-й патрульный дивизион
  - Боевой катер Хай Лун
  - Боевой катер Хай Фэн
  - Боевой катер Ли Су
  - Боевой катер Лин Чу
- 3-й патрульный дивизион
  - Боевой катер Кан Нинь
  - Боевой катер Кан Чинь
  - Боевой катер Чин Тунь
- 4-й патрульный дивизион
  - Боевой катер Хай Кань
  - Боевой катер Хай Юй
  - Боевой катер Хай Юнг
  - Боевой катер Хай Хуа
- 5-й патрульный дивизион
  - Боевой катер Дайчи
  - Боевой катер Кайхен
  - Боевой катер Кайни
  - Боевой катер Та Тунь
  - Боевой катер Ли Минь

### Силы речной обороны
- Главная база Инкоу и Аньдун
- 1-й патрульный Дивизион
  - Канонерская лодка Тин Пень
  - Канонерская лодка Чин Хень
  - Канонерская лодка Шунь Тен
  - Канонерская лодка Ян Минь

## Императорская морская пехота
Морская пехота была сформирована из маньчжурских и японских добровольцев. Предназначалась для защиты портов, плотин и военно-морских баз. Существовало два отряда по 500 человек в каждом, которые были вооружёны лёгким стрелковым оружием и пулемётами.